# Antystenes z Rodos
Antystenes z Rodos (fl. późny III w. p.n.e.–wczesny II w. p.n.e.) – historyk, perypatetycki filozof i doksograf.

## Źródła
Informacje na jego temat są skąpe i często niepewne. Odniesienia do Antystenesa w źródłach często nie pozwalają jednoznacznie stwierdzić, o którą z kilku znanych osób o tym imieniu chodzi.
Nie przetrwało żadne z jego dzieł. Znany jest tylko z rozproszonych fragmentów i przekazów, przede wszystkim w dziele Polibiusza (któremu był współczesny) oraz Diogenesa Laertiosa.  
W Die Fragmente der griechischen Historiker fragmenty te zebrano pod numerem 508.

## Twórczość
Dominuje pogląd zgodnie z którym Antystenes był historykiem na Rodos, autorem niezachowanej Historii Rodos, napisanej do II w. p.n.e. Był on również perypatetyckim filozofem, który był autorem relacji z wyroczni z 191 r. p.n.e. Miał być także autorem niezachowanych Sukcesji filozofów. Jest to jeden z najstarszych przykładów znanego dzieła doksograficznego, a tym samym Antystenes byłby jednym z twórców tego popularnego w starożytności gatunku literatury filozoficznej. Dzieła doksograficzne spisywały biografie filozofów, wiązały ich w szkoły i nurty filozoficzne. Wobec zaginięcia większości dorobku autorów starożytnych, są obecnie ważnym źródłem wiedzy o ich twórczości.
Zgodnie z odrębnym poglądem, autorstwo Historii Rodos i Sukcesji filozofów należy przypisać odrębnym osobom. Sukcesje miałyby być napisane przez późniejszego autora (I w. p.n.e.), który podał m.in. także opis egipskich piramid
Historia Rodos miała wpłynąć na innych historyków hellenistycznych, m.in. Zenona z Rodos (jego dzieło również zaginęło). Jest również wspominana (ale prawdopodobnie z drugiej ręki, poprzez przekaz Zenona) w Dziejach Polibiusza.